# Andalucía Por Sí
Andalucía Por Sí - Andalucistas (AxSí) es un partido político español de ámbito andaluz fundado en 2016, con la aspiración de tomar el relevo del desaparecido Partido Andalucista como referencia en el andalucismo. A nivel autonómico y nacional sus resultados han sido discretos, aunque a nivel municipal tiene más de un centenar de concejales y varias alcaldías.

## Historia
Tras la disolución del Partido Andalucista (PA), el andalucismo carecía de un partido fuerte de referencia. En febrero de 2016 se crea la plataforma "Andalucía x Sí", como antesala del partido, se firma un manifiesto denominado 28 de febrero, firmado por personalidades como el periodista Javier Aroca o José Chamizo, exdefensor del Pueblo Andaluz. En noviembre de 2016, en un congreso constituyente con más de 400 asistentes, muchos de ellos exmilitantes del Partido Andalucista, se definieron como federalistas y de izquierdas, queriendo alejarse del extinto PA y sus errores. Durante la crisis por la pandemia de enfermedad por coronavirus en 2020, planteó en los ayuntamientos donde tenía representación municipal, ondear a media asta las banderas de la Unión Europea debido a la insolidaridad de la misma para ayudar a España.
El 30 de enero de 2021 celebró su III Congreso Nacional, con 400 inscritos a través de Internet, donde salió elegido como coordinador nacional Modesto González, alcalde de Coria del Río, quien el 2 de diciembre de ese año anunció la creación, junto a Esperanza Gómez, de Más País, y José Antonio Jiménez, de Iniciativa del Pueblo Andaluz, de una coalición electoral llamada Andaluces Levantaos de cara a las próximas elecciones autonómicas. No obstante, en abril de 2022 estas formaciones decidieron presentarse como parte de la coalición Por Andalucía, por lo que finalmente Andaluces Levantaos quedaría conformado por AxSí, Convergencia Andaluza y varios partidos de ámbito municipal andaluces.
A lo largo de 2021 y 2022, el partido firmó acuerdos de colaboración con partidos locales en ayuntamientos donde AxSÍ carece de representación, para promover iniciativas andalucistas, como en Los Barrios o Chiclana de la Frontera.
En 2024, Andalucía Por Sí celebra su V Congreso Nacional el 23 de Noviembre y renovó su dirección nacional que lidera desde entonces el Teniente de Alcaldesa, y delegado de Turismo, Cultura, Patrimonio, Museos, Memoria Democrática e Identidad Andaluza de Alcalá de Guadaíra, Christopher Rivas.

## Programa
En su programa político defiende diversas cuestiones, desde la ruptura de la brecha digital en el mundo rural, pasando por el desarrollo sostenible de la economía, o un impulso a la política de I+D+i en Andalucía. Solicita una nueva reforma agraria en la que primen los intereses productivistas frente a los latifundistas. Redefine una nueva deuda histórica del Estado con Andalucía que superaría los 9000 millones de euros. Asimismo, AxSí propone una renegociación con el Ministerio de Defensa para el arrendamiento de las tierras usadas con fines militares. Propone también una reforma constitucional que reconozca a Andalucía como nación histórica y al pueblo gitano en la Constitución Española como una comunidad.

## Estructura
AxSí cuenta con la Coordinadora Nacional como máximo órgano de dirección y gestión política de la formación. Está compuesta por un mínimo de 21 miembros y un máximo de 27. La actual Coordinadora Nacional de AxSí fue elegida en el III Congreso Nacional, celebrado el 30 de enero de 2021:
- Coordinador Nacional: Modesto González Márquez
- Coordinador Nacional de Organización: Justo Aliseda Miranda
- Coordinador Nacional de Administración: Jesús Plaza García
- Coordinador Nacional de Comunicación: Antonio Jesús Rodríguez Martínez

Más las 8 coordinadoras territoriales:
- Coordinador Territorial de Almería: Daniel Salcedo Rico
- Coordinadora Territorial de Cádiz: María José Jiménez Izquierdo
- Coordinador Territorial de Córdoba: Francisco Alejo Soriano
- Coordinador Territorial de Granada: Domingo Fúnez Arjona
- Coordinador Territorial de Huelva: José Ángel Brizo Álvarez
- Coordinadora Territorial de Jaén: Encarna Camacho Muñoz
- Coordinadora Territorial de Málaga: Carmen M.ª Navas Arrabal
- Coordinador Territorial de Sevilla: José Martínez Álvarez

Más otros 9 vocales, elegidos por listas abiertas:
- Rosa Morales (Portavoz Adjunta - Economía, Empleo, Innovación y Modelo Productivo)
- María Luisa (Portavoz Adjunta - Área jurídica en Administración)
- Susana Toro (Medio Ambiente, Agricultura, Ganadería y Pesca)
- David Cabezón (organización-comarca Bahía)
- Vicente de los Ríos (Educación, Sanidad y Consumo)
- Juan García (Turismo y Deporte)
- Sebastián Camacho (Área de gestión en Administración)
- Conchi Renedo (Cultura, Identidad y Memoria Democrática)
- Alicia Benítez (Acción social, Inclusión, Diversidad y Cooperación al Desarrollo)
- Fran Teja (Secretario general de Juventudes Andalucistas)

## Resultados electorales
Elecciones municipales
Los mejores resultados obtenidos por la formación fueron en las municipales de 2019, obteniendo más de 43 000 votos y siendo la séptima fuerza política en la Comunidad Autónoma de Andalucía. Consiguió a su vez 104 concejales, fue el partido más votado en 7 municipios y logró 6 mayorías absolutas. Tras lograr dos acuerdos de investidura, consigue finalmente 8 alcaldías, además de un diputado en la Diputación Provincial de Cádiz.
Para las elecciones municipales de 2023 se presenta bajo la marca «Unión Andalucista» junto a Convergencia Andaluza en Granada, obteniendo un total de 118 concejales. 
| Año                                      | Votos  | %    | Concejales |
| ---------------------------------------- | ------ | ---- | ---------- |
| Elecciones municipales de España de 2019 | 43 980 | 1.13 | 104        |
| Elecciones municipales de España de 2023 | 59 740 | 1.53 | 118        |

### Elecciones autonómicas
El partido se presenta en 2018 por primera vez a unas elecciones autonómicas en Andalucía, no logrando a obtener representación en el Parlamento de Andalucía y erigiéndose como la segunda fuerza extraparlamentaria andaluza, por detrás del PACMA. En las elecciones andaluzas de 2022, se presenta en la coalición Andaluces Levantaos, obteniendo 11 980 votos, siendo la novena fuerza política. 
| Año                       | Votos  | %    | Diputados |
| ------------------------- | ------ | ---- | --------- |
| Elecciones Andaluzas 2018 | 22 017 | 0,61 | 0         |
| Elecciones Andaluzas 2022 | 11 980 | 0,32 | 0         |

### Elecciones generales
En ambas elecciones consiguió unos malos resultados, quedando en séptimo lugar, y siendo la segunda extraparlamentaria. En el 28A consiguió 11 407 votos, presentando candidatura en todas las provincias andaluzas menos en Almería. El 10N mejoró ligeramente su resultado, afianzando su séptima plaza y presentándose esta vez en las 8 provincias andaluzas, aunque en Almería fue la última fuerza política. Para esas elecciones el eslogan de la campaña fue Andalucía fuerte en Madrid.
Para las elecciones generales del 23 de julio de 2023 el partido, tras una consulta a la militancia y con el respaldo del 54% decide no presentarse, con el objetivo de consolidar el proyecto y reforzarse para los próximos comicios europeos y andaluces.
| Congreso de los Diputados                        | Votos  | %    | Diputados |
| ------------------------------------------------ | ------ | ---- | --------- |
| Elecciones Generales del 28 de abril de 2019     | 11 485 | 0,25 | 0         |
| Elecciones Generales del 10 de noviembre de 2019 | 13 954 | 0,33 | 0         |

| Senado                                           | Votos  | % | Senadores |
| ------------------------------------------------ | ------ | - | --------- |
| Elecciones Generales del 28 de abril de 2019     | 39 486 | - | 0         |
| Elecciones Generales del 10 de noviembre de 2019 | 49 937 | - | 0         |

### Elecciones europeas
Para las europeas de 2019 se presentó en solitario con Juan Ramón Flores Campos a la cabeza, superando la barrera de los 20 000 votos. 
| Año                                      | Votos  | %    | Diputados |
| ---------------------------------------- | ------ | ---- | --------- |
| Elecciones al Parlamento Europeo de 2019 | 23 979 | 0.11 | 0         |